# Anna Malunat
Anna Malunat (* 1980 in Bonn) ist eine deutsche Theaterregisseurin.

## Werden und Wirken
Malunat studierte Schauspiel- und Musiktheaterregie an der Bayerischen Theaterakademie August Everding in München. Während und nach dem Studium war sie mehrfach Assistentin von Peter Konwitschny. Sie ist Preisträgerin des Ring Award, internationaler Wettbewerb für Regie und Bühnenbild 2005. Neben dem Hauptpreis erhielt sie außerdem den Preis der Pressejury und den Preis der Intendantenjury. Sie war Stipendiatin der Akademie Musiktheater Heute der Kulturstiftung der Deutschen Bank, von der sie für ihre Inszenierung der Oper Der Herr Gevatter – ein Haus Märchen der Kompositionsklasse von Manfred Trojahn den Förderpreis erhielt, sowie Stipendiatin der Ligerzer Opernwerkstatt. Malunat arbeitet freischaffend als Regisseurin für Musiktheater und für Schauspiel.

### Kritik
Die Rheinische Post schrieb am 10. Juni 2005 anlässlich der Aufführung von Der Herr Gevatter: „Anna Malunats Regie findet klare Bilder und arbeitet virtuos mit wiederkehrenden Motiven. Der Rhythmus stimmt, die Konsequenz ist einleuchtend....Ein runder Abend.“